# Montreuil-sur-Loir

Montreuil-sur-Loir este o comună în departamentul Maine-et-Loire, Franța. În 2009 avea o populație de 487 de locuitori.